# Bonellia viridis
Bonellia viridis és una espècie d'anèl·lid poliquet de la subclasse Echiura (abans considerada un embrancament independent). Conegut per l'excepcional dimorfisme sexual que presenta i per les propietats biocides d'un pigment de la seva pell.
L'espècie té una ampla difusió; se la troba al nord-est de l'oceà Atlàntic, l'oceà Índic, l'oceà Pacífic, el mar Mediterrani i la mar Roja.

## Descripció
La femella, d'un color verd que varia d'un color pàlid a un color fosc, amb un cos d'uns quinze centímetres de forma circular o de salsitxa, viu al fons marí a una profunditat d'entre deu i cent metres, amagant-se sota la grava o en escletxes a les roques o caus abandonats per altres animals. Té dos ganxos d'ancoratge sota el seu cos i una probòscide extensible que usa per alimentar-se i que fa fins a deu vegades la seva longitud corporal. És principalment un detritívor, però també s'alimenta de petits animals. El mascle és observat rarament; té un cos pla i sense pigment que només arriba a 1-3 mm, ocupats en gran part pels òrgans reproductors i sense altres estructures. Els mascles viuen sobre o a dins del cos d'una femella.